# بخيت أحمدوف
بخيت بيشيمبيكوفيتش أحمدوف (بالقازاقية: Бахыт Бешимбекович Ахметов) (من مواليد 27 مارس 1979 في شيمكنت) هو رافع أثقال كازاخستاني. وهو أولمبي ثلاث مرات وحاصل على ميداليتين للفئتين 94 و 105 كيلوجرام في دورة الألعاب الآسيوية.
وكان أحمدوف العضو السابق في فريق قرغيزستان قد ظهر لأول مرة في دورة الألعاب الأولمبية الصيفية 2000 في سيدني حيث حصل على 367.5 كيلوجرام في المركز الخامس في فئة وزن الثقيل المتوسط للرجال (94 كجم). في عام 2002 حقق أحمدوف نجاحه المبكر من خلال الحصول على الميدالية الذهبية في نفس الفئة في دورة الألعاب الآسيوية 2002 في بوسان، بكوريا الجنوبية.
كما اعتبر أحمدوف أحد أبرز المنافسين بالميدالية عندما شارك في الألعاب الأولمبية الصيفية 2004 في أثينا التي مثل دولة ولادته. ورفع ما مجموعه 390 كيلوجرام من وزن 94 كيلوغرام للرجال ليحتل المركز السابع فقط بخمسة كيلوغرامات من السجل النظيف والمحترق من هاكان يلماز التركي.
في دورة الألعاب الآسيوية 2006 في الدوحة، قطر تحول أحمدوف إلى فئة أثقل من خلال المنافسة في فئة 105 كجم للرجال حيث حصل على الميدالية البرونزية حيث بلغ مجموعها 388 كجم.
في دورة الألعاب الأولمبية الصيفية 2008 في بكين تنافس أحمدوف هذه المرة في فئة الوزن الثقيل للرجال (105 كيلوغرامات) ضد العديد من لاعبي الوزن الثقيل من الدرجة الأولى بما في ذلك حامل الرقم القياسي العالمي مارسين دوليغا من بولندا وأندري أرامناو من بيلاروسيا. أثناء المسابقة نجح في رفع 190 كيلوغرامًا في خطف الحركة المفردة ورفع 225 كيلوجرامًا في الجزء المتبقي من النتر من الكتف إلى الحمل ليصبح المجموع 415 كيلوجرامًا. أنهى أحمدوف هذا الحدث في المركز الخامس بخمسة كيلوغرامات أقل من سجل دوليغا الإجمالي (420 كجم). لكونه العضو الأكثر خبرة حمل أحمدوف راية كازاخستان في حفل الافتتاح.